# Danielle Brooks
Danielle Brooks (Augusta, 1989. szeptember 17. –) Grammy-díjas amerikai színésznő.
Elsőként Tasha "Taystee" Jefferson szerepével vált ismertté a Netflix Narancs az új fekete (2013–2019) című vígjáték-drámasorozatában. 2015-ben debütált a Broadwayen a The Color Purple című musicalben, amellyel Tony-díjra jelölték. A színpadi mű 2023-as filmadaptációjában is játszott, Oscar-, BAFTA-, és Golden Globe-jelöléseket szerezve. 
2021-ben Mahalia Jackson énekesnőt formálta meg a Robin Roberts Presents: Mahalia című tévéfilmben. 2022-ben a Peacemaker – Békeharcos című HBO-szuperhőssorozat egyik főszerepét osztották rá. 

## Fiatalkora
Augustában, Georgia államban született, majd a dél-karolinai Simpsonville-ben nőtt fel, keresztény családban. Édesapja, Dunnel a BMW dolgozója, valamint diakónusként tevékenykedik. Édesanyja, LaRita tanárnő és lelkipásztor. Hatévesen kezdett színészkedni a temploma által szervezett betlehemi játékokban. A középiskola utolsó két évét a South Carolina Governor's School for the Arts & Humanities elnevezésű művészeti tanintézményben végezte el. A Juilliard School hallgatójaként drámát tanult, 2011-ben szerzett diplomát.

## Magánélete
2019. július 2-án jelentette be, hogy első gyermekét várja. Ugyanezen év novemberében egy kislánynak adott életet.
2022 januárjában Miamiban házasodott össze Dennis Gelinnel.

## Filmográfia

### Film
| Év   | Magyar cím           | Eredeti cím                    | Szerep                       | Magyar hang           |
| ---- | -------------------- | ------------------------------ | ---------------------------- | --------------------- |
| 2014 | Elfelejtett idő      | Time Out of Mind               | recepciós                    |                       |
| 2015 |                      | I Dream Too Much               | Abbey                        |                       |
| 2015 |                      | Phenomenal Woman, a Short Film | nő                           |                       |
| 2016 | Angry Birds – A film | The Angry Birds Movie          | Olive Blue / Monica (hangja) | Koroknay Simon Eszter |
| 2018 |                      | Sadie                          | Carla                        |                       |
| 2019 |                      | Clemency                       | Evette                       |                       |
| 2019 |                      | The Day Shall Come             | Venus                        |                       |
| 2019 |                      | All the Little Things We Kill  | Claire Soto                  |                       |
| 2020 |                      | Eat Wheaties!                  | Wendy                        |                       |
| 2023 | Bíborszín            | The Color Purple               | Sofia                        |                       |
| 2025 | Egy Minecraft film   | A Minecraft Movie              | Dawn                         | Réti Adrienn          |
| 2025 | A rosszfiúk 2.       | The Bad Guys 2                 | Kitty (hangja)               | Kéri Kitty            |

### Televízió
| Év        | Magyar cím                          | Eredeti cím                     | Szerep                           | Megjegyzések                                               |
| --------- | ----------------------------------- | ------------------------------- | -------------------------------- | ---------------------------------------------------------- |
| 2012      |                                     | Modern Love                     | Raimy                            | tévéfilm                                                   |
| 2013      |                                     | Black Girls Rock! 2013          | önmaga                           | tévéfilm                                                   |
| 2013–2019 | Narancs az új fekete                | Orange Is the New Black         | Tasha "Taystee" Jefferson        | főszereplő (89 epizód)                                     |
| 2014      | Csajok                              | Girls                           | Laura                            | 1 epizód                                                   |
| 2015–2017 | Master of None – Majdnem elég jó    | Master of None                  | Shannon                          | 3 epizód                                                   |
| 2017      | Aranyhaj: A sorozat                 | Tangled: The Series             | Rosszmáj Rozi boszi (hangja)     | 1 epizód                                                   |
| 2017      | Playback párbaj                     | Lip Sync Battle                 | önmaga                           | 1 epizód                                                   |
| 2018      |                                     | Project Runway All Stars        | önmaga                           | 1 epizód                                                   |
| 2018      | A kenderfutár                       | High Maintenance                | Regine                           | 1 epizód                                                   |
| 2018      | Elena, Avalor hercegnője            | Elena of Avalor                 | Charica (hangja)                 | 1 epizód                                                   |
| 2020      | Social Distance: Távol, mégis közel | Social Distance                 | Imani                            | minisorozat (1 epizód)                                     |
| 2020      | Sarah Cooper: Minden rendben        | Sarah Cooper: Everything's Fine | Jordana Bachman                  | különkiadás                                                |
| 2020–2022 | Majdnem                             | Close Enough                    | Pearle Watson (hangja)           | visszatérő szerep (1. évad) főszerep (2. évad)             |
| 2021      |                                     | Robin Roberts Presents: Mahalia | Mahalia Jackson                  | tévéfilm vezető társproducer                               |
| 2021–2022 |                                     | Karma's World                   | Dr. Lillie Carter-Grant (hangja) | 8 epizód                                                   |
| 2022      | Peacemaker – Békeharcos             | Peacemaker                      | Leota Waller Adebayo             | - főszereplő (8 epizód) - magyar hangja: - Nádasi Veronika |
| 2022      |                                     | Instant Dream Home              | házigazda                        | 8 epizód                                                   |

### Színház
| Év        | Cím               | Szerep   | Helyszín                            |
| --------- | ----------------- | -------- | ----------------------------------- |
| 2015–2017 | The Color Purple  | Sofia    | Bernard B. Jacobs Theatre, Broadway |
| 2019      | Sok hűhó semmiért | Beatrice | Delacorte Theater, Off-Broadway     |
| 2022–2023 | The Piano Lesson  | Berniece | St. James Theatre, Broadway         |

## Fontosabb díjak és jelölések

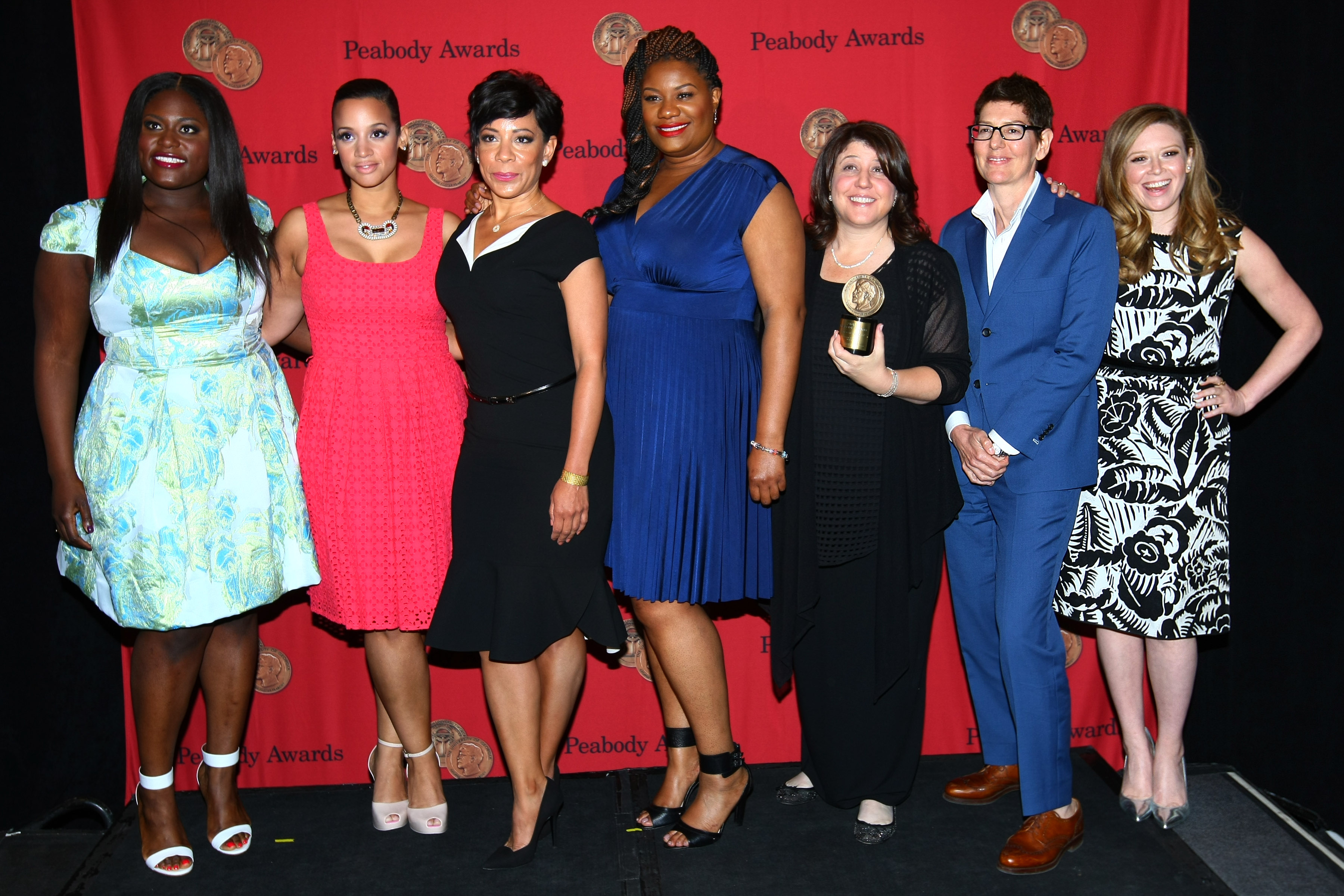
Brooks (balra) a Narancs az új fekete szereplőivel (2014)

| Díj                     | Év   | Kategória                        | Jelölt mű        | Eredmény | Ref.   |
| ----------------------- | ---- | -------------------------------- | ---------------- | -------- | ------ |
| Oscar-díj               | 2024 | Legjobb női mellékszereplő       | Bíborszín (2023) | Jelölve  | [ 18 ] |
| BAFTA-díj               | 2024 | Legjobb női mellékszereplő       | Bíborszín (2023) | Jelölve  | [ 19 ] |
| Golden Globe-díj        | 2024 | Legjobb női mellékszereplő       | Bíborszín (2023) | Jelölve  | [ 20 ] |
| Screen Actors Guild-díj | 2024 | Legjobb női mellékszereplő       | Bíborszín (2023) | Jelölve  | [ 21 ] |
| Screen Actors Guild-díj | 2024 | Legjobb szereplőgárda (mozifilm) | Bíborszín (2023) | Jelölve  | [ 21 ] |

| Díj                     | Év   | Kategória                                         | Jelölt mű                       | Eredmény | Ref.   |
| ----------------------- | ---- | ------------------------------------------------- | ------------------------------- | -------- | ------ |
| Primetime Emmy-díj      | 2021 | Legjobb televíziós film                           | Robin Roberts Presents: Mahalia | Jelölve  | [ 22 ] |
| Screen Actors Guild-díj | 2015 | Legjobb szereplőgárda (vígjátéksorozat)           | Narancs az új fekete            | Elnyerte |        |
| Screen Actors Guild-díj | 2016 | Legjobb szereplőgárda (vígjátéksorozat)           | Narancs az új fekete            | Elnyerte |        |
| Screen Actors Guild-díj | 2017 | Legjobb szereplőgárda (vígjátéksorozat)           | Narancs az új fekete            | Elnyerte |        |
| Screen Actors Guild-díj | 2018 | Legjobb szereplőgárda (vígjátéksorozat)           | Narancs az új fekete            | Jelölve  |        |
| Szaturnusz-díj          | 2022 | Legjobb televíziós női mellékszereplő (streaming) | Peacemaker – Békeharcos         | Jelölve  | [ 23 ] |

## Fordítás
- Ez a szócikk részben vagy egészben  a   Danielle Brooks című angol Wikipédia-szócikk ezen változatának fordításán alapul.  Az eredeti cikk szerkesztőit annak laptörténete sorolja fel. Ez a jelzés csupán a megfogalmazás eredetét és a szerzői jogokat jelzi, nem szolgál a cikkben szereplő információk forrásmegjelöléseként.